# Ernemont-Boutavent
Ernemont-Boutavent – miejscowość i gmina we Francji, w regionie Hauts-de-France, w departamencie Oise.
Według danych na rok 1990 gminę zamieszkiwało 140 osób, a gęstość zaludnienia wynosiła 16 osób/km² (wśród 2293 gmin Pikardii Ernemont-Boutavent plasuje się na 857. miejscu pod względem liczby ludności, natomiast pod względem powierzchni na miejscu 549.).